# Seth Curry
Seth Adham Curry (Charlotte, Carolina del Norte, 23 de agosto de 1990) es un jugador de baloncesto estadounidense que pertenece a la plantilla de los Charlotte Hornets de la NBA. Con 1,85 metros de altura, puede actuar como base o escolta. 
Es hijo del exjugador de la NBA Dell Curry y hermano menor del también jugador de la NBA Stephen Curry (n. 1988).

## Trayectoria deportiva

### High School
Seth se graduó en el año 2008 en la Charlotte Christian School dónde en su año sénior promedió 22 puntos, 5 rebotes y 5 asistencias, con porcentajes de 52% en tiros de campo y de 49% en triples. Estas estadísticas le valieron para entra en el primer equipo del CSAA All American y una nominación para el All-American. En sus cuatro años de instituto el equipo acumuló un récord de 105-24 llegando a la final estatal en 2006.

### Universidad
En su primer año de universidad prefirió hacer su propio camino y no seguir los pasos de su padre, que jugó en Virginia Tech, y de su hermano, que jugó en Davidson, y eligió la universidad de Liberty. En su temporada freshman con los Flames lideró a los novatos de la liga en anotación con 20,2 puntos por partido. Al finalizar su primera temporada, pidió el transfer a Duke.
Atendiendo a las normas de la NCAA no pudo jugar ningún partido en la temporada 2009-10 por el cambio de universidad, por lo que jugará la próxima temporada como sophomore (redshirt). Era el tercer jugador transferido a Duke desde que Mike Krzyzewski entrenaba al equipo. Antes lo fueron: Roshown McLeod (1995 - St. John’s) y Dahntay Jones (2000 - Rutgers).
En su última temporada con los Blue Devils promedió 17,5 puntos por encuentro con un 46,5% en tiros de campo.

#### Estadísticas
| Año     | Equipo  | PJ       | PT       | MPP      | %TC      | %3P      | %TL      | RPP      | APP      | ROB      | TPP      | PPP      |
| ------- | ------- | -------- | -------- | -------- | -------- | -------- | -------- | -------- | -------- | -------- | -------- | -------- |
| 2008–09 | Liberty | 35       | 34       | 36.5     | .417     | .347     | .832     | 4.4      | 2.3      | 1.4      | .3       | 20.2     |
| 2009–10 | Duke    | Redshirt | Redshirt | Redshirt | Redshirt | Redshirt | Redshirt | Redshirt | Redshirt | Redshirt | Redshirt | Redshirt |
| 2010–11 | Duke    | 37       | 19       | 25.0     | .423     | .435     | .788     | 1.8      | 2.0      | 1.4      | .1       | 9.0      |
| 2011–12 | Duke    | 34       | 32       | 30.2     | .420     | .383     | .873     | 2.6      | 2.4      | 1.3      | .2       | 13.2     |
| 2012–13 | Duke    | 35       | 35       | 32.3     | .465     | .438     | .809     | 2.5      | 1.5      | .9       | .2       | 17.5     |
| Total   | Total   | 141      | 120      | 30.9     | .431     | .394     | .827     | 2.8      | 2.1      | 1.2      | 0.2      | 14.9     |

### Profesional
2013-14

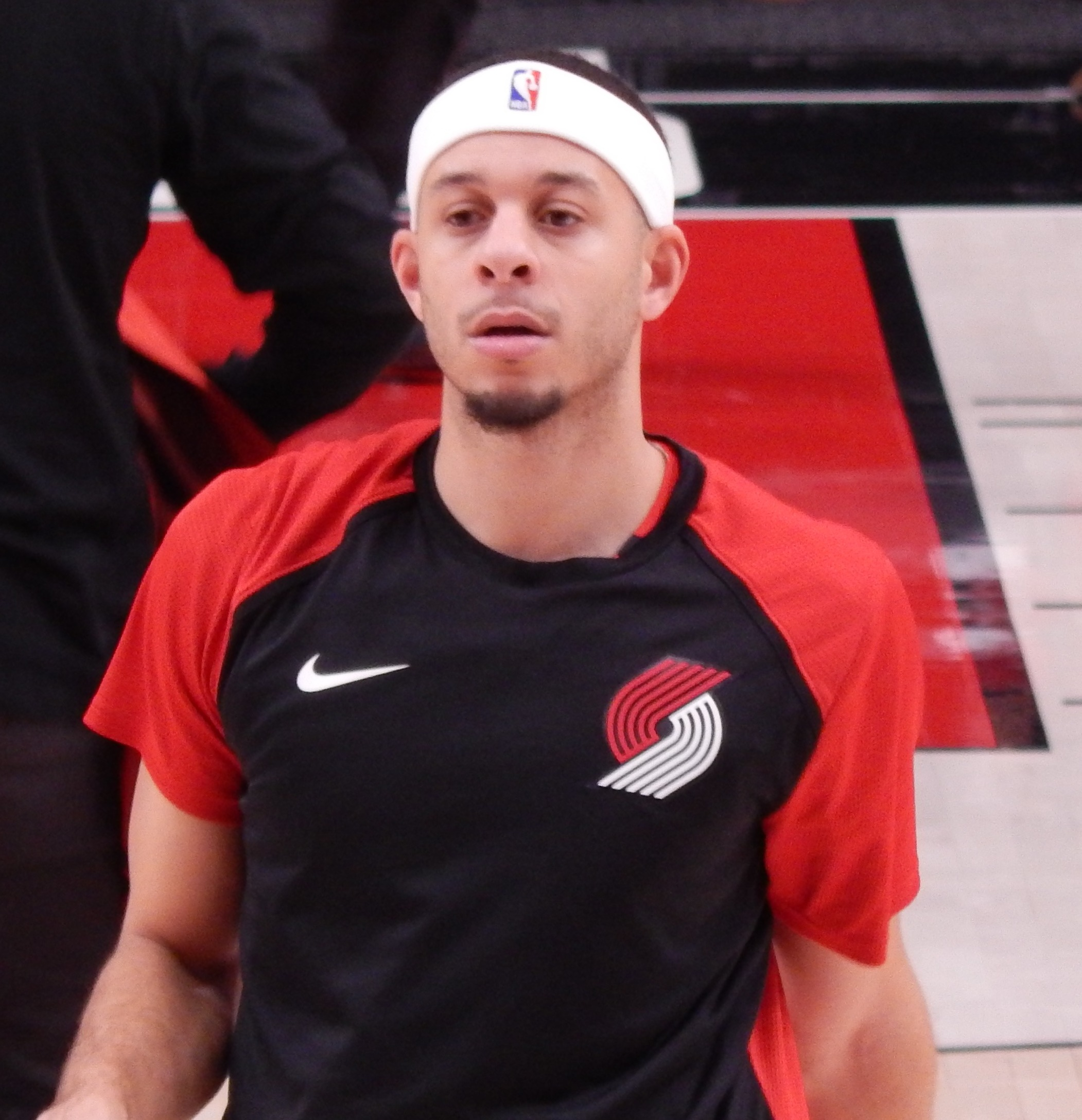
Curry con Portland en 2019.

Tras no ser elegido en el Draft de la NBA de 2013, fichó por los Golden State Warriors. Sin embargo, fue despedido tras disputar la pretemporada. Jugó con los Santa Cruz Warriors en la NBA D-League hasta que fue reclamado por los Memphis Grizzlies, con los que únicamente disputó un partido, antes de ser devuelto a la liga de desarrollo. El 21 de marzo, firma un contrato de 10 días con Cleveland Cavaliers, disputando un único encuentro ante Houston Rockets. Firmó un segundo contrato de 10 días, pero no jugó más con el primer equipo, regresando a los Santa Cruz.
2014-15
El 29 de septiembre de 2014, firma con Orlando Magic. Pero a finales de octubre, tras ser cortado por los Magis, sus derechos son adquiridos por el equipo de la G League, los Erie BayHawks. En su debut, el 14 de noviembre anota 23 puntos ante Idaho Stampede. El 4 de febrero de 2015, fue eelgido en el equipo Futures All-Star del NBA D-League All-Star Game, por segunda vez en su carrera.
El 11 de marzo de 2015, firma un contrato de 10 días con Phoenix Suns, debutando al días siguiente ante Minnesota Timberwolves, y disputando 2 encuentros con los Suns.
Tras no recibir un segundo contrato de 10 días, el 21 de marzo regresa a los BayHawks. En 43 encuentros con los Erie esa temporada, promedió 23,8 puntos por partido.
2015-16
En julio de 2015 firma por 2 años y $2 millones con los Sacramento Kings. El 26 de febrero de 2016 ante Los Angeles Clippers, aumenta el número de minutos tras la baja del base titular Rajon Rondo, y anota 19 puntos. El 25 de marzo, disputa su primer partido como titular, anotando 12 puntos ante Phoenix Suns. El 28 de marzo, en su tercer encuentro como titular, anota 21 puntos ante Portland Trail Blazers. El 1 de abril consigue otros 21 puntos ante Miami Heat. El 9 de abril anota 6 triples ante Oklahoma City Thunder. Y el 11 de abril consigue el primer doble-doble de su carrera con 20 puntos y 15 asistencias ante Phoenix Suns.
Al término de la temporada, declina su opción de jugador de $1 millón, y se convierte en agente libre.
2016-17
El 15 de julio de 2016 firmó con los Dallas Mavericks a cambio de $6 millones. El 8 de noviembre anota 23 puntos ante Los Angeles Lakers, repitiendo esa anotación el 21 de noviembre ante San Antonio Spurs. El 29 de enero de 2017, consigue 24 puntos y 10 rebotes ante San Antonio. El 24 de febrero, consigue su récord personal de anotación con 31 puntos ante Minnesota Timberwolves. El 27 de febrero anota 29 ante Miami Heat.
2017-18
El 7 de octubre de 2017, fue descartado para toda la temporada tras diagnosticarle una rotura por estrés en la tibia izquierda. El 6 de febrero de 2018, se sometió a cirugía.
2018-19
En julio de 2018, tras perderse la temporada anterior por la lesión en la pierna izquierda, los Portland Trail Blazers apuestan por sus servicios y firma, con ellos por 2 temporadas. El 26 de enero de 2019, anota 22 puntos ante Atlanta Hawks. El 5 de febrero, participó en el Concurso de Triples durante All-Star Weekend. El 9 de marzo anota 22 puntos ante Phoenix Suns. Ya en postemporada, llega a la final de la Conferencia Oeste, pero perdiendo por 0-4 ante los Warriors de su hermano Stephen.
2019-20
El 1 de julio de 2019, firma un contrato de $32 millones y 4 años con Dallas Mavericks. El 28 de febrero de 2020, Curry consigue la máxima anotación de su carrera con 37 puntos además de 8 de 9 en triples, ante Miami Heat.
2020-21
Después de un año en Dallas, el 18 de noviembre de 2020, es traspasado a Philadelphia 76ers a cambio de Josh Richardson. Disputó 57 encuentros, todos ellos como titular, y en postemporada, el 16 de junio de 2021, anota 36 puntos ante Atlanta Hawks.
2021-22
El 10 de febrero de 2022 es traspasado junto a Ben Simmons y Andre Drummond a Brooklyn Nets, a cambio de James Harden y Paul Millsap. En su debut con los Nets, el 14 de febrero ante Sacramento Kings, anota 23 puntos. El 9 de mayo, se somete a una cirugía de tobillo.
2022-23
Regresa el 29 de octubre de 2022 ante Indiana Pacers. Esa temporada disputa 61 encuentros con los Nets, 9 de ellos como titular, y su mejor marca fueron los 32 puntos anotados el 25 de enero de 2023 ante Philadelphia 76ers.
2023-24
El 1 de julio de 2023, firma por dos temporadas con Dallas Mavericks. El 8 de febrero de 2024 es traspasado a Charlotte Hornets, junto a Grant Williams, a cambio de P. J. Washington.
2024-25
En julio de 2024 renueva con los Hornets por una temporada. Finaliza la temporada regular con el mejor porcentaje de acierto de triples de la liga (45,6%).

## Estadísticas de su carrera en la NBA
|  | Líder de la liga |

### Temporada regular
| Año     | Equipo       | PJ  | PT  | MPP  | %TC  | %3P   | %TL  | RPP | APP | ROB | TPP | PPP  |
| ------- | ------------ | --- | --- | ---- | ---- | ----- | ---- | --- | --- | --- | --- | ---- |
| 2013-14 | Memphis      | 1   | 0   | 4.0  | .000 | .000  | .000 | .0  | .0  | .0  | .0  | .0   |
| 2013-14 | Cleveland    | 1   | 0   | 9.0  | .333 | 1.000 | .000 | 1.0 | .0  | 2.0 | .0  | 3.0  |
| 2014-15 | Phoenix      | 2   | 0   | 4.0  | .000 | .000  | .000 | 1.0 | .5  | .0  | .0  | .0   |
| 2015-16 | Sacramento   | 44  | 9   | 15.7 | .455 | .450  | .833 | 1.4 | 1.5 | .5  | .1  | 6.8  |
| 2016-17 | Dallas       | 70  | 42  | 29.0 | .481 | .425  | .850 | 2.6 | 2.7 | 1.1 | .1  | 12.8 |
| 2018-19 | Portland     | 74  | 2   | 18.9 | .456 | .450  | .846 | 1.6 | .9  | .5  | .2  | 7.9  |
| 2019-20 | Dallas       | 64  | 25  | 24.6 | .495 | .452  | .825 | 2.3 | 1.9 | .6  | .1  | 12.4 |
| 2020-21 | Philadelphia | 57  | 57  | 28.7 | .467 | .450  | .896 | 2.4 | 2.7 | .8  | .1  | 12.5 |
| 2021-22 | Philadelphia | 45  | 45  | 34.8 | .485 | .400  | .877 | 3.4 | 4.0 | .8  | .2  | 15.0 |
| 2021-22 | Brooklyn     | 19  | 19  | 29.9 | .493 | .468  | .857 | 2.6 | 2.6 | .9  | .2  | 14.9 |
| 2022-23 | Brooklyn     | 61  | 7   | 19.9 | .463 | .405  | .927 | 1.6 | 1.6 | .6  | .1  | 9.2  |
| 2023-24 | Dallas       | 36  | 3   | 12.7 | .372 | .363  | .895 | 1.4 | .8  | .5  | .1  | 4.3  |
| 2023-24 | Charlotte    | 8   | 1   | 19.8 | .441 | .321  | .917 | 2.0 | 1.8 | .6  | .4  | 9.0  |
| 2024-25 | Charlotte    | 68  | 14  | 15.6 | .478 | .456  | .846 | 1.7 | .9  | .4  | .1  | 6.5  |
| Total   | Total        | 550 | 224 | 22.5 | .471 | .433  | .863 | 2.0 | 1.9 | .7  | .1  | 10.0 |

### Playoffs
| Año   | Equipo       | PJ | PT | MPP  | %TC  | %3P  | %TL   | RPP | APP | ROB | TPP | PPP  |
| ----- | ------------ | -- | -- | ---- | ---- | ---- | ----- | --- | --- | --- | --- | ---- |
| 2019  | Portland     | 16 | 0  | 20.4 | .366 | .404 | .818  | 1.6 | .8  | .8  | .3  | 5.6  |
| 2020  | Dallas       | 6  | 0  | 28.8 | .585 | .476 | 1.000 | 1.8 | 1.3 | 1.0 | .0  | 12.8 |
| 2021  | Philadelphia | 12 | 12 | 31.8 | .578 | .506 | .789  | 2.3 | 2.3 | .8  | .3  | 18.8 |
| 2022  | Brooklyn     | 4  | 4  | 33.0 | .564 | .522 | .667  | 2.5 | 3.0 | .3  | .8  | 14.5 |
| 2023  | Brooklyn     | 3  | 0  | 19.4 | .526 | .333 | .667  | 1.0 | 2.0 | .0  | .0  | 8.3  |
| Total | Total        | 41 | 16 | 26.1 | .524 | .468 | .805  | 1.9 | 1.6 | .7  | .2  | 11.6 |

## Vida personal
El 14 de septiembre de 2019 contrajo matrimonio con Callie Rivers, jugadora de voleibol profesional, hija del entrenador Doc Rivers y hermana del también jugador de baloncesto Austin Rivers. Tienen una hija llamada: Carter Lynn, que nació en mayo de 2018.
Su padre Dell Curry fue jugador de la NBA durante 16 temporadas. Su hermano mayor, Stephen Curry, es también jugador profesional de baloncesto y ha sido AllStar, MVP y campeón de la NBA. Por su parte, su hermana pequeña Sydel Curry, jugó al voleibol en la Universidad de Elon (Carolina del Norte), y está casada con otro jugador de baloncesto, Damion Lee.
Seth ha dicho públicamente que es cristiano.